# Walther Heissig
 (juillet 2017).
Si vous disposez d'ouvrages ou d'articles de référence ou si vous connaissez des sites web de qualité traitant du thème abordé ici, merci de compléter l'article en donnant les références utiles à sa vérifiabilité et en les liant à la section « Notes et références ».
Walther Heissig (né le 5 décembre 1913 à Vienne, et mort le 5 ou 15 septembre 2005) est un mongoliste autrichien, spécialiste de l'Asie centrale.

## Biographie
Walther Heissig étudie la préhistoire, l'ethnologie, la géographie d'histoire, la sinologie et le mongol à Berlin et Vienne, et obtient son doctorat en 1941 à Vienne.
Il voyage ensuite en Chine ou il travaille à l'université catholique Fu-Jen de Pékin et visite la région de Mongolie-Intérieure.
En 1945-1946, il doit quitter la Chine, à la suite d'une affaire d'espionnage prouvée pour le Japon, par des Allemands nationalistes.
En 1964, il obtient la chaire du séminaire d'Asie centrale à l'université de Bonn.
Il a été élu membre étranger de l'Académie des sciences de Mongolie, plus haute fonction honorifique parmi les scientifiques en Mongolie.

## Centres d’intérêts principaux
Ses principaux champs d'étude sont l'histoire des Mongols, la littérature et également les cartes mongoles. Il a produit un nombre important de contributions de grande valeur dans les champs académiques, et a également édité plusieurs livres populaires sur l'histoire et la culture mongole, comme : « Ein Volk sucht seine Geschichte ». Il a également publié différents livres sur les épopées, proverbes et contes folkloriques mongols.

### Auteur
- Das gelbe Vorfeld : die Mobilisierung der chinesischen Außenländer, 1941
- Der mongolische Kulturwandel in den Hsingan-Provinzen Mandschukuos, 1944
- Über mongolische Landkarten, 1944
- Some glosses on recent mongol studies, 1953
- Neyici toyin, 1953
- Die Pekinger lamaistischen Blockdrucke in mongolischer Sprache : Materialien zur mongolischen Literaturgeschichte, 1954
- Ostmongolische Reise, 1955
- Wort aus tausend Jahren : Weisheit der Steppe, 1956
- Zur Entstehungsgeschichte d. Mongolischen Kandjur-Redaktion d. Ligdan Khan-Zeit (1623–1629), 1957
- Mongγol borǰigid oboγ-un teüke = Meng-ku shih-hsi-p'u, 1957 (comme éditeur, avec Charles Bawden)
- Die Familien- und Kirchengeschichtsschreibung der Mongolen I & II, 1959 et 1965
- Mongolische Handschriften, Blockdrucke, Landkarten ( = Verzeichnis der orientalischen Handschriften in Deutschland, vol. I), 1961
- Beiträge zur Übersetzungsgeschichte des mongolischen buddhistischen Kanons, 1962
- Ein Volk sucht seine Geschichte: die Mongolen und die verlorenen Dokumente ihrer grossen Zeit, 1964 (Traduction anglaise : A lost civilization; the Mongols rediscovered, London 1966)
- Die mongolische Steininschrift und Manuskriptfragmente aus Olon süme in der Inneren Mongolei, 1966
- Mongolistik an deutschen Universitäten, 1968
- Catalogue of Mongol books, manuscripts and xylographs (= Catalogue of oriental manuscripts, xylographs etc. in Danish collections, vol. III), 1971.
- Geschichte der mongolischen Literatur (2 vols.), 1972
- Die mongolischen Heldenepen : Struktur u. Motive, 1979
- Die Zeit des letzten mongolischen Großkhans Ligdan (1604–1634), 1979
- Geser-Studien: Untersuchungen zu d. Erzählstoffen in d. "neuen" Kapiteln d. mongolischen Geser-Zyklus, 1983
- Westliche Motivparallelen in zentralasiatischen Epen, 1983
- Dschingis Khan-Ein Weltreich zu Pferde (as editor), 1985
- Geschichte der Mongolen und ihres Fürstenhauses, 1985
- Erzählstoffe rezenter mongolischer Heldendichtung (2 vols.), 1988
- Die Mongolen (exhibition catalogue, 2 vols., comme éditeur), 1989
- “New Material on East Mongolian Shamanism”, Asian Folklore Studies, Vol. 49, No. 2. (1990), p. 223–233.
- Tracing Some Mongol Oral Motifs in a Chinese Prosimetric Ming Novel of 1478, vol. 53, Nagoya, 1994, chap. 2, p. 227-254.
- Formen und Funktion mündlicher Tradition, 1995.
- “The Present State of the Mongolian Epic and Some Topics for Future Research.” Oral Tradition 11/1 (1996): 85-98.
- (avec Geoffrey Samuel) The Religions of Mongolia
- Mongolische Epen VIII
- Heldenmärchen versus Heldenepos? Strukturelle Fragen zur Entwicklung altaischer Heldenmärchen Opladen: Westdeutscher Verlag, 1991.

### Éditeur
- Bolur erike, 1946 ;
- Altan kürdün mingγan gegesütü bicig : eine mongolische Chronik von Siregetü Guosi Dharma (1739), 1958 ;
- Erdeni-yin erike : mongolische Chronik der lamaistischen Klosterbauten der Mongolei von Isibaldan (1835), 1961
- Helden-, Höllenfahrts- und Schelmengeschichten der Mongolen, 1962
- Bolur Toli "Spiegel aus Bergkristall", 1962
- Mongolische Volksmärchen, 1963
- Mongolische Ortsnamen I-III (= Verzeichnis der orientalischen Handschriften in Deutschland, suppl. vol. V), 1966 - 1981
- Mongolische volksreligiöse und folkloristische Texte aus europäischen Bibliotheken (= Verzeichnis der orientalischen Handschriften in Deutschland, suppl. vol. VI), 1966
- Collectanea Mongolica : Festschrift für Prof. Dr. Rintchen zum 60. Geburtstag, 1966
- Mongoleireise zur späten Goethezeit : Berichte und Bilder von der russischen Gesandtschaftsreise 1805/06 (= Verzeichnis der orientalischen Handschriften in Deutschland, suppl. vol. XIII), 1971 (comme éditeur)* Schriftliche Quellen in Mogholi, 1974
- Die mongolischen Handschriften-Reste aus Olon süme, Innere Mongolei (16. - 17. Jhdt.), 1976
- Tractata altaica: Denis Sinor sexagenario optime de rebus altaicis merito dedicata, 1976
- Altaica collecta: Berichte u. Vorträge d. XVII. Permanent Internat. Altaistic Conference, 3.-8. Juni 1974 in Bonn, Bad Honnef, 1976
- Die mongolischen Epen : Bezüge, Sinndeutung u. Überlieferung, 1979
- Geser-rëdzia-wu : Dominik Schröders nachgelassene Monguor (Tujen)-Version des Geser-Epos aus Amdo, 1980
- Die Geheime Geschichte der Mongolen (as editor), 1981
- Tsakhar-Märchen: Nach Aufzeichnungen aus dem Jahre 1938/39, 1985
- Gedanke und Wirkung: Festschrift zum 90. Geburtstag von Nicholas Poppe, 1989